# Stanisław Nahorski (adwokat)

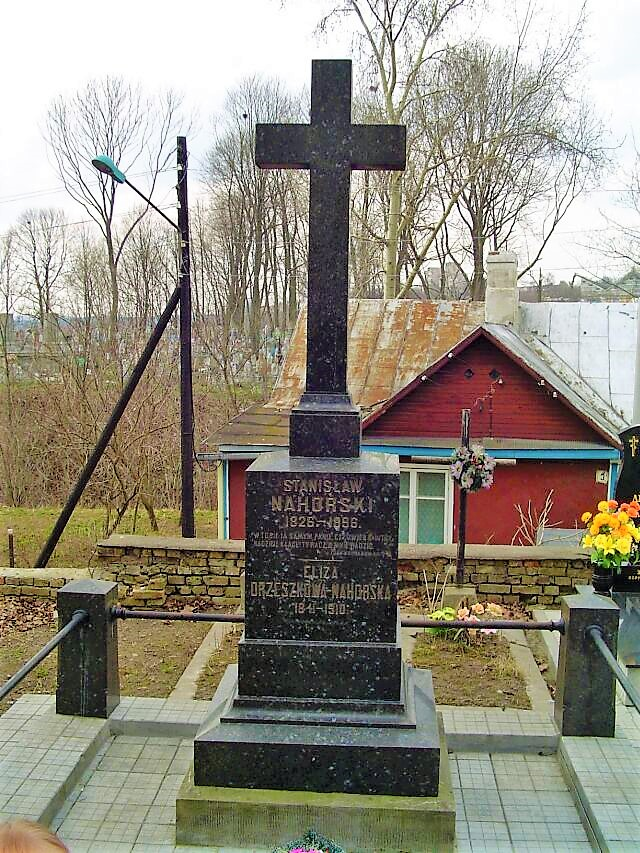
Nagrobek Stanisława Nahorskiego na cmentarzu farnym w Grodnie

Stanisław Nahorski (ur. 1826, zm. 30 listopada?/12 grudnia 1896) – polski adwokat i działacz społeczny związany z Grodnem, drugi mąż Elizy Orzeszkowej.

## Życiorys
Z wykształcenia był prawnikiem i działał jako adwokat. Do 1866 kierował referatem Grodzieńskiej Izby Sądu Cywilnego. W 1883 został prezesem Grodzieńskiego Towarzystwa Dobroczynności. W latach 80. współzakładał i stanął na czele polskich organizacji społecznych w mieście (m.in. Towarzystwa Uczącej Się Młodzieży i Resursy Obywatelskiej). Później zakładał m.in. Towarzystwo Kredytowe w Grodnie. Zasiadał w Zarządzie Miejskim. 
Nabył dom przy ul. Murawiowskiej, gdzie mieszkał wraz z pierwszą żoną Leokadią Nahorską (zm. 1894), oraz drugą – pisarką Elizą Orzeszkową, poślubioną w 1894. Oboje zostali pochowani na cmentarzu farnym w Grodnie. 